# Francisco Félix de Souza
Francisco Félix de Souza (Salvador, Brésil, le 4 octobre 1754 — Ouidah, Bénin, le 8 mai 1849) fut un important trafiquant d'esclaves brésilien devenu Chacha de l'actuelle ville de Ouidah au Bénin. C'est un personnage historique controversé, tant en raison de la puissance et de la richesse qu'il avait obtenues que pour ses origines (il fut probablement un mulâtre ou un métis) qui restent indéfinies.

## Biographie

### Des origines obscures
Ses descendants inscrivirent sur sa tombe qu'il était né le 4 octobre 1754. D'autres sources indiquent qu'il serait né en 1771. Seule la date de sa mort, le 8 mai 1849, est connue avec certitude.
Il était fils d'un marchand d'esclaves portugais et d'une esclave. Une légende dit que, métis qu'il était, il fut trempé dans une cuve d'indigo, sous l'ordre du royaume d'Abomey, après un différend avec le roi, ce qui lui donna un épiderme foncé.
Son frère est Jacinto José de Souza (mort vers 1806).

### L'installation dans le royaume d'Abomey
Conformément au récit familial, Francisco Félix se serait installé dans l'actuel Bénin en 1788. Il s'y installa plus vraisemblablement de façon définitive en 1800, après une série de voyages entre 1792 et 1795. Le littoral du Golfe du Bénin et de ses environs était, à cette époque, une des régions les plus densément peuplées d'Afrique, connue internationalement sous le nom de Côte des Esclaves, esclaves qui devaient devenir plus tard son principal produit d'exportation. 
Le roi de la cité d'Abomey, au cœur du royaume portant le même nom (et qui allait devenir le royaume du Dahomey), dominait la région du Golfe du Bénin, malgré la présence de plusieurs comptoirs européens, parmi lesquels l'ancienne forteresse portugaise de Saint-Jean-Baptiste d'Ajudá, située dans l'actuelle ville d'Ouidah. Dans le royaume d'Abomey, le roi possédait toutes les terres, avait le monopole de tous les échanges commerciaux et pouvait seul accorder des concessions aux marchands. À l'époque, les esclaves, provenant des royaumes voisins, étaient pratiquement le seul produit d'exportation.

### Des débuts difficiles
Francisco Félix commença à faire du négoce dans la région en tant que marchand d'esclaves, comme son père. Il arriva en Afrique dans un état de quasi dénuement et certains récits racontent qu'il commença par organiser le trafic d'esclaves capturés par son beau-père Comalanga, roitelet de l'île de Glidji (actuellement à Aného) au Togo et père de sa première épouse, Jijibu ou Djidgiabu.
Il semble ne pas avoir rencontré de succès dans les affaires dans un premier temps car il fut engagé comme commis et comptable dans la forteresse de Saint-Jean-Baptiste d'Ajudá en 1803. En 1804, son frère Jacinto José de Souza quitta le Brésil pour assurer la charge de commandant dans la forteresse, sans qu'on ne puisse y voir autre chose qu'une coïncidence.

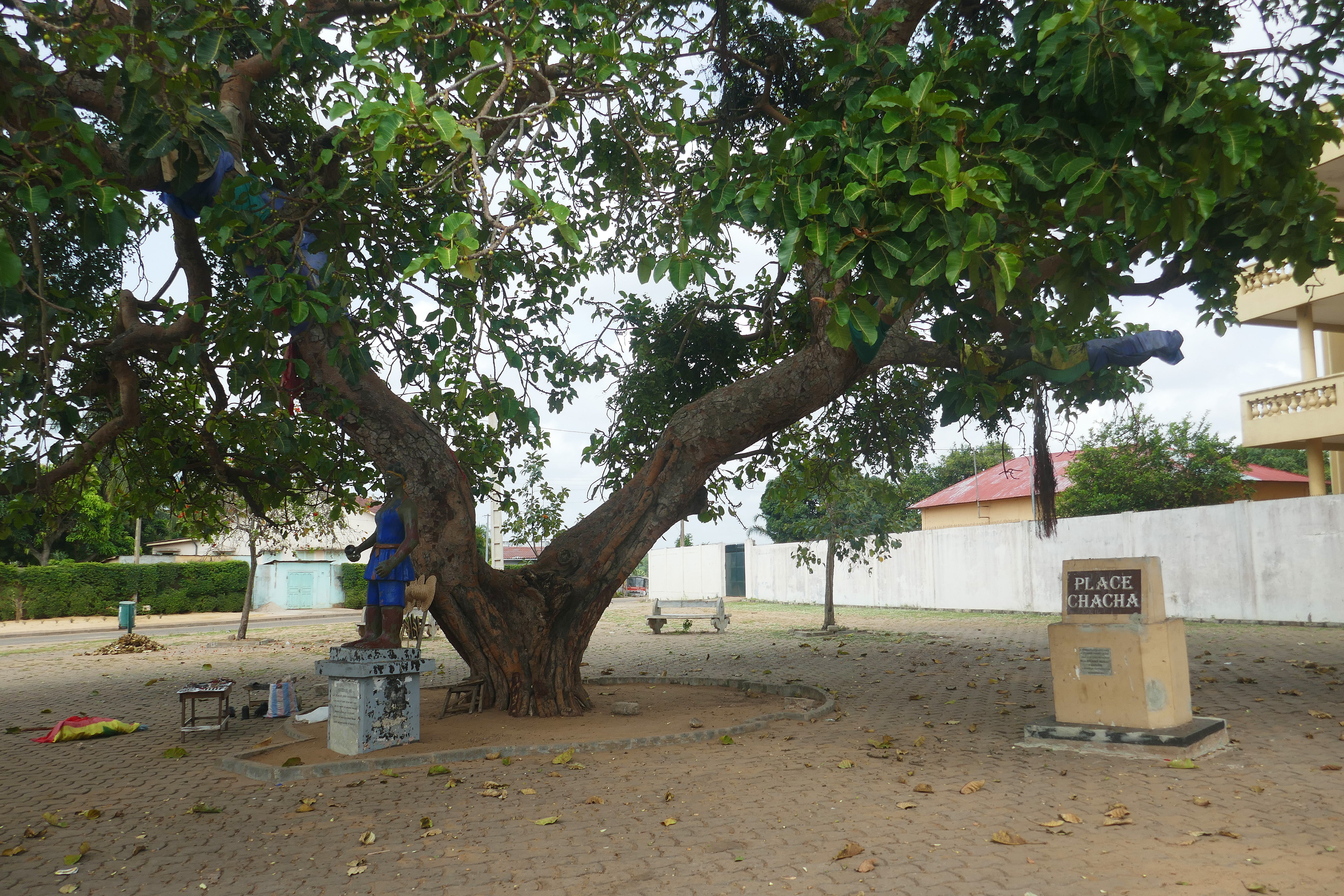
La place Chacha à Ouidah, également connue sous le nom de « place des Enchères ».

Lorsque son frère mourut vers 1806, il assura, sans autorisation du gouvernement portugais, le poste de gouverneur par intérim de la forteresse de Saint-Jean-Baptiste d'Ajudá. Après quelque temps, il abandonna cette fonction pour obtenir l'autorisation royale de faire du commerce, notamment d'esclaves achetés directement au roi du royaume du Dahomey, Adandozan.
Il fut le commandant portugais du fort de Ouidah, au Bénin. En 1808, il s'installe comme commerçant à Aného, au Togo, où il fonde le quartier d'Ajudá, ancêtre du quartier Ajido. 
Il joue un rôle non négligeable dans la chute du roi d'Abomey Madogougou Adandozan et son remplacement par Ghézo (1818). Il quitte alors Aného pour Ouidah où Ghézo lui donne une situation prépondérante.
Ses fils viennent le remplacer à Aného. Le commerce de l'huile de palme remplace sur cette côte le commerce des esclaves. Le succès de De Souza est dû en grande partie à la demande africaine en tabac et rhum brésilien dont il avait le monopole.

## Anecdotes
- Il pratiquait la religion vaudou.
- Il est le personnage principal dans le roman Le Vice-roi de Ouidah de Bruce Chatwin.
- Il inspira le personnage de Francisco Manoel da Silva dans le film Cobra Verde de Werner Herzog.
- Il est l'anti-héros dans la bande dessinée Africavi des frères Accoh Anani et Mensah.

## Sources
- (pt) Cet article est partiellement ou en totalité issu de l’article de Wikipédia en portugais intitulé « Francisco Félix de Sousa » (voir la liste des auteurs).